# Carolina Bianchi
Carolina Bianchi (Lugo, 7 febbraio 1988) è una multiplista italiana, campionessa italiana dell'eptathlon nel 2013.
Ha collezionato tre presenze con la Nazionale assoluta nella Coppa Europa di prove multiple.

## Biografia

### Esordi e categorie giovanili allieve/juniores
Carolina Bianchi inizia a praticare atletica leggera alle scuole medie. Sotto la guida del tecnico dell'Atletica "Icel" Lugo Giovanni Ricci, si mette in luce nel 2005: diventa vicecampionessa allieve indoor nel tetrahlon.
Viene convocata nella rappresentativa nazionale allieve, con la quale disputa la Coppa "Jean Humbert", uno dei massimi appuntamenti giovanili dell'atletica continentale (25-30 giugno, in Portogallo a Vila Real de Santo António). Carolina gareggia nel salto in alto (settima con 1,55 m) e nel tiro del giavellotto (settima con 36,66 m). Pochi giorni prima di partire per il Portogallo, stabilisce a Modena il proprio record personale di 4.667 punti nell'esathlon.
L'attività internazionale prosegue con la partecipazione ai Mondiali allievi che si disputano a Marrakech (Marocco); la Bianchi totalizza 4.507 p. terminando al 24º posto.
Tornata in Italia, è impegnata nelle gare nazionali. Sempre in giugno a Grosseto conquista il titolo italiano allieve di esathlon (4.388 p.). Ai campionati italiani allieve giunge seconda nel giavellotto ed è finalista anche nel salto in alto.
Nel 2006 conquista il suo secondo titolo nazionale: è campionessa italiana junior di eptathlon (4.904 p.), dopo essere giunta sedicesima agli juniores indoor di prove multiple.

### 2008-2010: categoria promesse
Nel 2008 è campionessa italiana promesse di eptathlon (5.073 p.) (quinta nella classifica assoluta).
Sono quindi tre i titoli nazionali vinti dall'atleta romagnola sotto la guida di Giovanni Ricci.
Nel 2009 vince il pentathlon ai campionati nazionali universitari (con i colori del CUS Urbino) ed è quarta ai campionati nazionali assoluti (5.185 p.).
In precedenza agli italiani indoor di pentathlon, termina 10ª assoluta e 4ª nella categoria Promesse; all'aperto diventa vicecampionessa italiana Promesse nell'eptathlon e, nella stessa specialità, giunge quarta agli assoluti di prove multiple.
Nel 2010 è vicecampionessa italiana promesse (5.021 p.) e finalista ai campionati assoluti (11º posto conclusivo).

### 2011-oggi: categoria seniores
Dal 2011 Carolina è allenata da Dario Pasi.
Nel 2012 è vicecampionessa italiana di eptathlon (5.318 p.), dopo essere stata terza nel pentathlon ai campionati italiani assoluti indoor.
Nel 2013 la Bianchi conquista il suo primo titolo nazionale assoluto di eptathlon con il punteggio di 5.259 p..
Esordisce con la Nazionale assoluta a Tallinn (Estonia) in occasione della Coppa Europa di prove multiple: conclude in 18ª posizione (ottava nella classifica a squadre).
Nel 2014 conquista la medaglia d'argento nell'eptathlon ai campionati italiani assoluti, dopo essere stata quarta agli assoluti indoor nel pentathlon.
Nella Coppa Europa di prove multiple a Madeira (arcipelago portoghese) finisce al 13º posto (ottavo nella classifica a squadre).
2015, ad Inowrocław in Polonia per la Coppa Europa di prove multiple conclude in 21ª posizione.
Era iscritta nell'eptathlon agli assoluti di Torino, ma non ha gareggiato.

## Progressione

### Eptathlon
| Stagione | Punteggio | Luogo      | Data      | Rank. Mond. |
| -------- | --------- | ---------- | --------- | ----------- |
| 2015     | 4.218 p.  | Lana       | 31-5-2015 |             |
| 2014     | 5.450 p.  | Rovereto   | 19-7-2014 |             |
| 2013     | 5.481 p.  | Tallinn    | 30-6-2013 |             |
| 2012     | 5.318 p.  | Bressanone | 8-7-2012  |             |
| 2010     | 5.021 p.  | Cercola    | 30-5-2010 |             |
| 2009     | 5.185 p.  | Milano     | 1-8-2009  |             |
| 2008     | 5.073 p.  | Latina     | 1-6-2008  |             |
| 2007     | 4.867 p.  | Udine      | 6-5-2007  |             |
| 2006     | 4.904 p.  | Firenze    | 3-6-2006  |             |
| 2005     | 4.667 p.  | Modena     | 22-6-2005 |             |

### Pentathlon indoor
| Stagione | Punteggio | Luogo  | Data      | Rank. Mond. |
| -------- | --------- | ------ | --------- | ----------- |
| 2014     | 3.743 p.  | Padova | 26-1-2014 |             |
| 2012     | 3.943 p.  | Ancona | 28-1-2012 |             |
| 2009     | 3.563 p.  | Ancona | 1-2-2009  |             |
| 2008     | 3.462 p.  | Ancona | 27-1-2008 |             |
| 2007     | 3.391 p.  | Ancona | 28-1-2007 |             |
| 2006     | 2.485 p.  | Napoli | 29-1-2006 |             |

## Palmares
| Anno | Manifestazione   | Sede      | Evento    | Risultato | Punteggio | Note   |
| ---- | ---------------- | --------- | --------- | --------- | --------- | ------ |
| 2005 | Mondiale allievi | Marrakech | Eptathlon | 24ª       | 4.507 p.  | [ 11 ] |

## Campionati nazionali
- 1 volta campionessa assoluta nell'eptathlon (2013)
- 1 volta campionessa universitaria di pentathlon (2009)
- 1 volta campionessa promesse nell'eptathlon (2008)
- 1 volta campionessa juniores nell'eptathlon (2006)
- 1 volta campionessa allieve nell'esathlon (2005)

2005
- Argento ai Campionati italiani allievi e allieve di prove multiple indoor, (Ancona),
Tetrathlon - 2.732 p.[12]
- Oro ai Campionati italiani allievi e allieve di prove multiple, (Grosseto), Esathlon - 4.388 p.[13]
- Argento ai Campionati italiani allievi e allieve, (Rieti), Tiro del giavellotto[14]

2006
- 16ª ai Campionati italiani juniores di prove multiple indoor, (Napoli), Pentathlon - 2.485 p.[12]
- Oro ai Campionati italiani juniores di prove multiple, (Firenze), Eptathlon - 4.904 p.[15]

2008
- 5ª ai Campionati italiani assoluti di prove multiple, (Latina), Eptathlon - 5.073 p.[16]
- Oro ai Campionati italiani juniores e promesse di prove multiple, (Latina), Eptathlon - 5.073 p.[16]

2009
- 10ª ai Campionati italiani di prove multiple indoor, (Ancona), Pentathlon - 3.563 p. (assolute)[17]
- 4ª ai Campionati italiani di prove multiple indoor, (Ancona), Pentathlon - 3.563 p. (promesse)[18]
- Oro ai Campionati nazionali universitari, (Lignano Sabbiadoro), Pentathlon - 3.415 p.[19]
- Argento ai Campionati italiani juniores e promesse di prove multiple, (Grosseto), Eptathlon - 5.110 p.[20]
- 4ª ai Campionati italiani assoluti di prove multiple, (Milano), Eptathlon - 5.185 p.[21]

2010
- Argento ai Campionati italiani juniores e promesse di prove multiple, (Cercola), Eptathlon - 5.021 p.[22]
- 11ª ai Campionati italiani assoluti di prove multiple, (Bressanone), Eptathlon - 4.091 p.[23]

2012
- Bronzo ai Campionati italiani assoluti di prove multiple indoor, (Ancona), Pentathlon - 3.943 p.[24]
- Argento ai Campionati italiani assoluti di prove multiple, (Bressanone), Eptathlon - 5.318 p.[25]

2013
- Oro ai Campionati italiani assoluti di prove multiple, (Milano), Eptathlon - 5.259 p.[26]

2014
- 4ª ai Campionati italiani assoluti di prove multiple indoor, (Padova), Eptathlon - 3.743 p.[27]
- Argento ai Campionati italiani assoluti di prove multiple, (Rovereto), Eptathlon - 5.450 p.[28]

## Altre competizioni internazionali
2005
- 7ª nella Coppa Jean Humbert, ( Vila Real de Santo António), Salto in alto - 1,55 m[29]
- 7ª nella Coppa Jean Humbert, ( Vila Real de Santo António), Tiro del giavellotto - 36,66 m[29]

2013
- 18ª nella First League della Coppa Europa di prove multiple, ( Tallinn), Eptathlon - 5.481 p.[30] (migliore italiana)
- 8ª nella First League della Coppa Europa di prove multiple, ( Tallinn), Classifica a squadre - 37.617 p.[31]

2014
- 13ª nella First League della Coppa Europa di prove multiple ( Madeira), Eptathlon - 5.370 p.[32]
- 8ª nella First League della Coppa Europa di prove multiple, ( Ribeira Brava), Classifica a squadre - 38.032 p.[33]

2015
- 21ª nella First League della Coppa Europa di prove multiple, ( Inowrocław), Eptathlon - 4.857 p.[34]